# جنوم رونيه 9 كيه
جنوم رونيه 9 كيه ميسترال هو محرك شعاعي مكون من 9 أسطوانات ويُبرد بالهواء. تراوحت قدرته بين 550 حصان (405 كيلو وات) إلى 700 حصان. صُنع هذا المحرك كتطوير لمحرك جنوم رونيه 7 كيه ‏، بتكبيره بإضافة أسطوانتين إضافيتين.

## التصميم والتطوير
كان محرك جنوم رونيه 7 كيه نسخة مكبرة من محرك جنوم رونيه 5 كيه، الذي صُنع استناداً على نسخة مرخصة من محرك بريستول تيتان ‏.
تمت الإشارة لإعادة تصميم الأسطوانات بالرقم اللاحق للحرف كيه، والذي يدل أيضاً على عدد الأسطوانات. أُنتج محرك جنوم رونيه 14 كيه بعد 9 كيه، وكان أكبر وأكثر قدرة، وتكون من 14 أسطوانة.
أُنتج محرك 9 كيه بموجب ترخيص بواسطة الشركة الهنغارية منفريد ويس للصلب والأعمال المعدنية (مصنع منفريد ويس لمحركات الطائرات). استُخدم المحرك بنجاح في طائرة مافاج هيجا ‏ وطائرة ويس دبليو إم-21 سوليوم.
أُنتج محرك 9 كيه في الاتحاد السوفيتي أيضاً تحت مسمى إم-75 في زاباروجيا. أُنتجت فقط أعداد قليلة من المحرك، ثم توقف انتاجه لانتاج محركشفيتسوف إم-25، وشفيتسوف إم-85 الذي يعتبر نسخة من محرك جنوم رونيه-14 كيه ميسترال ماجور.

## الطرازات
- 9 كيه
- 9 كيه بي أر
- 9 كيه دي أر
- 9 كيه دي أر اس
- 9 كيه إي أر اس
- 9 كيه إف أر
- أي ايه أر 9 كيه أي سي 40
- أي ايه أر 9 كيه أي سي 40: أُنتج بموجب ترخيص في رومانيا بواسطة شركة صناعة الطيران الرومانية.

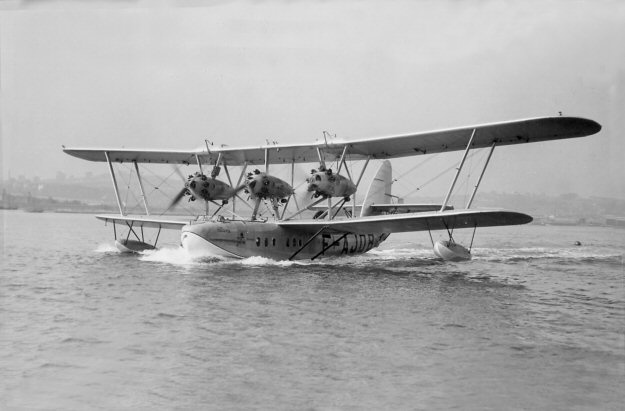
شورت اس 8 كالكوتا

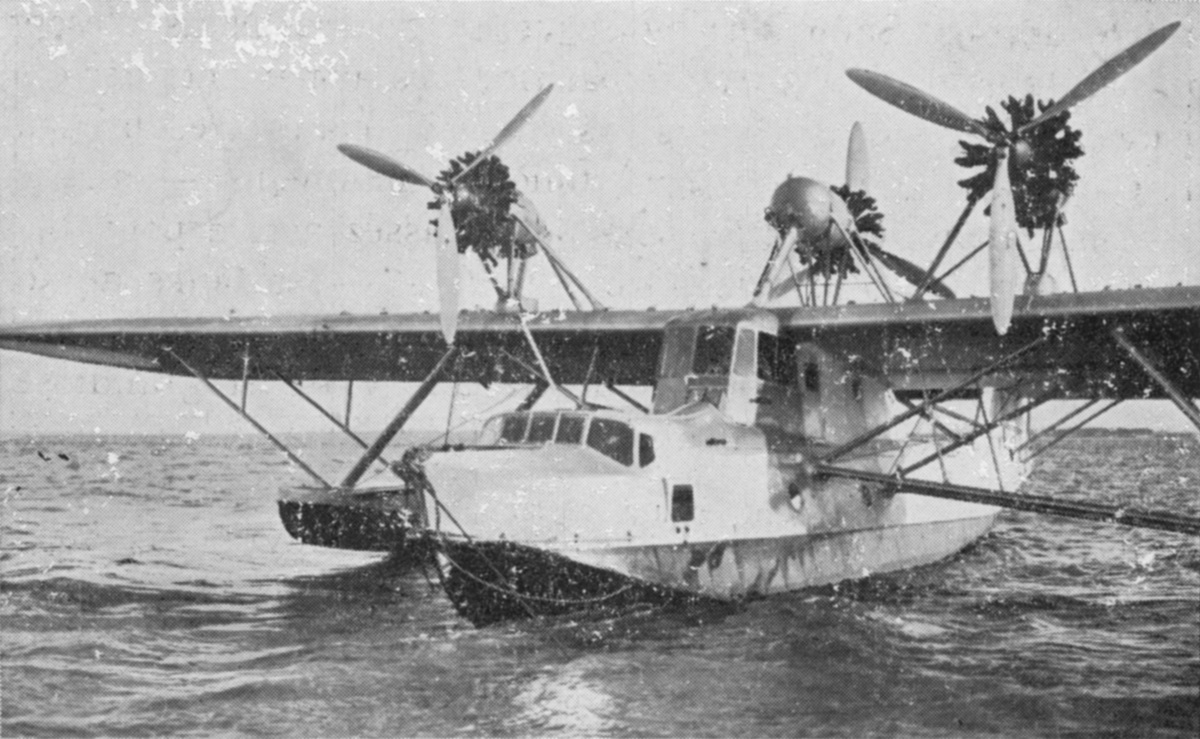
لوار 70

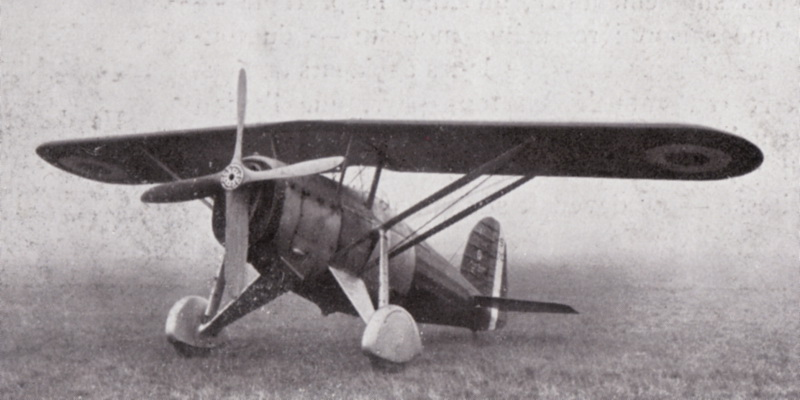
موران سولنير

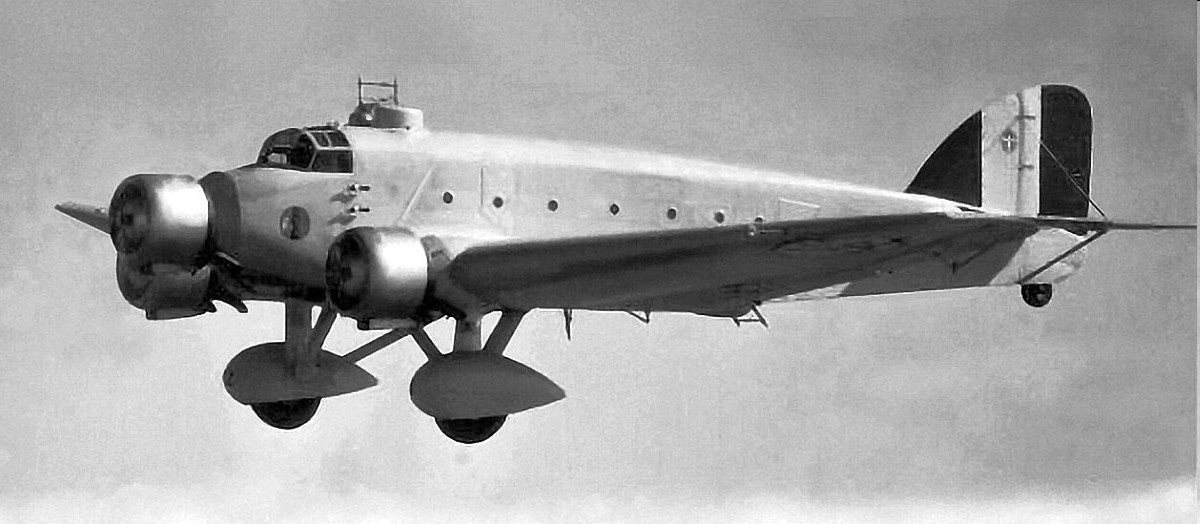
سافويا مارشيتي اس إم 81

## التطبيقات
- شورت اس 8 كالكوتا
- أي ايه أر-15
- لوار 70  [لغات أخرى]‏
- موران-سولنير إم اس 225  [لغات أخرى]‏
- سافويا مارشيتي إم اس 73  [لغات أخرى]‏
- سافويا مارشيتي اس إم 81
- سنكاك إن سي 510  [لغات أخرى]‏
- ويبولت 313
- ويبولت 365

## المواصفات (9 كيه دي)

### مواصفات عامة
- النوع: محرك طائرة شعاعي مكون من 9 أسطوانات ويُبرد بالهواء.
- قطر الأسطوانة: 146 مم.
- الشوط: 156 مم.
- سعة المحرك: 24.9 لتر.
- الطول:
  - الطراز كيه دي أرالمزود بترس تخفيض سرعة نسبته 1:0.5، يبلغ طوله 129.5 سم،
  - الطراز كيه دي أرالمزود بترس تخفيض سرعة نسبته 1:0.666، يبلغ طوله 129.7 سم،
  - الطراز كيه دي أر اسالمزود بترس تخفيض سرعة نسبته 1:0.5، يبلغ طوله 132.3 سم.
  - الطراز كيه دي أر اسالمزود بترس تخفيض سرعة نسبته 1:0.666، يبلغ طوله 132.5 سم.
- القطر: 129.9 سم.
- الوزن الصافي:
  - الطراز كيه دي أرالمزود بترس تخفيض سرعة نسبته 1:0.5، يبلغ وزنه 355 كجم.
  - الطراز كيه دي أرالمزود بترس تخفيض سرعة نسبته 1:0.666، يبلغ وزنه 360 كجم.
  - الطراز كيه دي أر اسالمزود بترس تخفيض سرعة نسبته 1:0.5، يبلغ وزنه 369 كجم.
  - الطراز كيه دي أر اسالمزود بترس تخفيض سرعة نسبته 1:0.666، يبلغ وزنه 374 كجم.

### المكونات
- سلسة صمامات: صمامان لكل أسطوانة، يتم تشغيلهما بأعمدة دفع.
- شاحن توربيني فائق: جُهز الطراز كيه در أر اس بمنفاخ طارد مركزي أحادي المرحلة.
- نظام الوقود: مكربن
- نوع الوقود: بنزين
- نظام التبريد: تبريد بالهواء.
- وحدة تخفيض سرعة المروحة الدافعة: تتصل مباشرة بعمود الدوران، وتبلغ نسبة التخفيض 1:0.5 أو 1:0.666

### الأداء
- القدرة الناتجة:
  - الطراز كيه دي أر: 500 حصان (370 كيلو وات) عند مستوى سطح البحر.
  - الطراز كيه دي أر اس: 500 حصان (370 كيلو وات) عند ارتفاع 1500 متر، و 450 حصان (340 كيلو وات) عند ارتفاع 4000 متر
- نسبة الانضغاط: 1:5.5